# Ypsolopha leptaula
Ypsolopha leptaula là một loài bướm đêm thuộc họ Ypsolophidae. Nó được tìm thấy ở Bắc Mỹ.